# 段昌祚
段昌祚（1622年4月22日—17世紀），字西美，號豫充，河南懷慶府濟源縣人，清朝政治人物。

## 生平
段昌祚個性孝友，李自成亂河南期間，背負親人到山中避難得免；兄弟分產，只取貧瘠一部分，亦好施與貧困，崇禎十六年（1643年），河南補行鄉試，中舉人。清順治三年（1646年）成進士，先在大理寺觀政，不久授山西平順知縣，為官公正嚴明，剛毅果决，寥寥數語，即定奪案件。順治六年（1649年），大同明降將姜瓖反叛，段昌祚攜帶官印在東山避亂，同年九月帶領河南清兵收復城池，多羅郡王贈與絲袍。補任南樂知縣，正直一如在平順，吏胥不敢干以私利，同時勸民種植桑棗，設法抓捕盜賊令地方安寧，邑內人民都稱他為神明。
之後入朝，陞任中書舍人，康熙八年（1669年）己酉典試浙江，取錄多位名流，轉任工部營繕司主事，督理陵工不辭勞苦，再負責經營寶源局疏通錢法，後因病辭官不再出仕，士紳都奉他為師表，死後入祀鄉賢祠。

## 家族
曾祖段相；祖父段可行，庠生，封工科給事中；父段國璋，萬曆四十一年進士、太常寺少卿。

## 引用
1. 1 2  《順治三年丙戌科進士三代履歷》：段昌祚，曾祖相；祖可行，庠生，封工科給事中；父國璋，癸丑進士，太常寺少卿。西美，書四房，壬戌三月十二日生，濟源人，壬午五十一名，會試三百八名，三甲八十二名，大理寺觀政，授山西平順知縣。
2. ↑  民國《平順縣志·卷四》：段昌祚 河南濟源縣人，由進士順治四年任，正直廉明，剛毅果决，發伏摘奸片言折獄，己丑當姜逆之變，護印避亂東山，本年九月率河南奇兵恢復城池，多羅郡王以袍𢂱賜之，後補南樂知縣。
3. ↑  光緒《南樂縣志·卷三》：段昌祚，河南濟源人，進士，順治十年任，方正嚴明，簡默沈靜，吏胥惴惴人莫敢干以私，公事餘垂簾正襟危坐，凡邑中遠近利弊洞晰秋毫，事至立決案無停滯，邑誦神明，內陞中書科。 舊志
4. ↑  乾隆《濟源縣志·卷十·人物》：段昌祚，字西美，國璋長子，順治丙戌進士，素敦孝友，闖寇亂，負親避山中得免，兄弟析產辭腴取瘠，性朴好施，與初宰平順，調南樂有廉直聲，勸民種桑植棗，彌望森蔚，是時所在多盜邑無寧，居昌祚設法嚴緝盜屏跡，以薦陞中書科舍人，己酉典試浙江取士多名流，轉工部營繕主事，督理陵工不辭勞瘁，復經管寶源局疏通錢法，公私交濟病歸高蹈不出，紳士奉為師表祀鄉賢。